# Bocq
El río Bocq es un río de Bélgica que discurre por la provincia de Namur, y es afluente por su derecha del río Mosa.

## Geografía
El Bocq nace en la región natural de Condroz, en la villa de Scy (Hamois), a 305 metros de altitud.  Atraviesa las villas de Achet, Hamois, Emptinne, Braibant y Spontin. A partir de esta villa el valle se vuelve más boscoso. En Bauche recibe las aguas del arroyo Crupet, su afluente principal. Después de 45 km, desemboca en la rivera derecha del río Mosa en Yvoir, a una altitud de 90 metros.
Su pendiente media es de 0,48% y la superficie de su cuenca es de 230 km².

## Municipios que atraviesa
- Hamois (por las villas de Scy, Emptinne y Natoye).
- Ciney (por la villa de Braibant).
- Yvoir (por la villa de Spontin, justo en el centro de Yvoir, donde confluye en el río Mosa).

## Afluentes
- El arroyo Crupet por el lado derecho.
- El arroyo Leignon por el lado izquierdo.
- El arroyo Petit Bocq por el lado derecho.
- El arroyo Potriat por el lado izquierdo.

## Caudal
El caudal medio interanual del río, medido en su desembocadura en Yvoir (donde acumula una cuenca de 230 km²), medido entre 1980 y 2003 es de 2,21 m³/s. Durante el mismo periodo se registró:
- un caudal medio anual máximo de 3,57 m³/s en 1981;
- un caudal medio anual mínimo de 1,0 m³/s en 1996.

## Economía
- Las aguas del Bocq son captadas por la compañía Vivaqua para alimentar la red de abastecimiento de agua potable de Bruselas.
- La compañía Spadel capta el agua en una fuente en Spotin para embotellarla y para fabricar limonada.
- El Bocq da nombre a la cervecera Brasserie du Bocq, asentada en Purnode.